# Polinomi de Szegő
En matemàtiques, un polinomi de Szegő és una d'una família de polinomis ortogonals per al producte interior hermitià
{\displaystyle \langle f|g\rangle =\int _{-\pi }^{\pi }f(e^{i\theta }){\overline {g(e^{i\theta })}}\,d\mu }
on dμ és una mesura positiva donada entre [−π, π]. Escrivint {\displaystyle \phi _{n}(z)} pels polinomis, aquests obeeixen una relació de recurrència
{\displaystyle \phi _{n+1}(z)=z\phi (z)+\rho _{n+1}\phi ^{*}(z)}
on {\displaystyle \rho _{n+1}} és un paràmetre, anomenat coeficient de reflexió o paràmetre de Szegő.
Porten el seu nom en honor del matemàtic hongarès-americà Gábor Szegő, qui els va estudiar en els anys 1930's.